# The English Historical Review
The English Historical Review je recenzovaný akademický časopis založený v roce 1886 a vydávaný Oxford University Press. Publikuje články o britských, evropských a světových dějinách od klasického období. Jedná se o nejstarší stále vydávaný anglickojazyčný vědecký časopis v oboru historie. Jednotlivá vydání zahrnují články, poznámky a debaty o středověkých a moderních tématech, stejně jako širokou škálu recenzí knih o historii publikovaných po celém světě. Souhrn mezinárodní periodické literatury publikované v předcházejících dvanácti měsících je také k dispozici.
Časopis byl založen v roce 1886 Johnem Dalberg-Actonem, profesorem moderních dějin v Cambridge. První editorem byl Mandell Creighton.